# Friona flavipes
Friona flavipes là một loài tò vò trong họ Ichneumonidae.